# 스퀘어-1

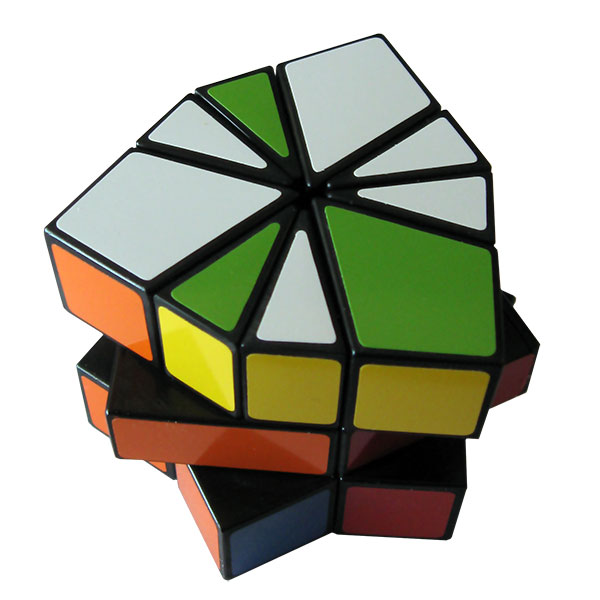

스퀘어-1(Square-1 )은 일반 사람들은 이상하게 생각할 수 있는 퍼즐이다. 이 큐브는 특수큐브 본래의 퍼즐이고 딴 큐브를 응용하는 방법으로 풀수 없으며 회전 기호조차 다르다. 회전기호는/슬래시고+는 시계방향,-는 시계반대방향을 나타내며 1은 30도를 나타낸다. 즉+5는 시계방향으로 150도를 의미한다. 스퀘어-1의 목적은 큐브를 섞고 원상태로 복구하는 것이다.

## 모양
정사각형(square): 일반적인 큐브모양이다.

## 해법
일단 먼저 큐브 상태로 되돌린다 그리고 윗면과 아랫면을 맞추고 중간층 맞추는 것이다.

## 같이 보기
- 조합 퍼즐
- 포켓 큐브
- 루빅스 큐브
- 리벤지 큐브
- 프로페서스 큐브
- V-Cube 6
- V-Cube 7
- V-Cube 8